# Viscount Exmouth

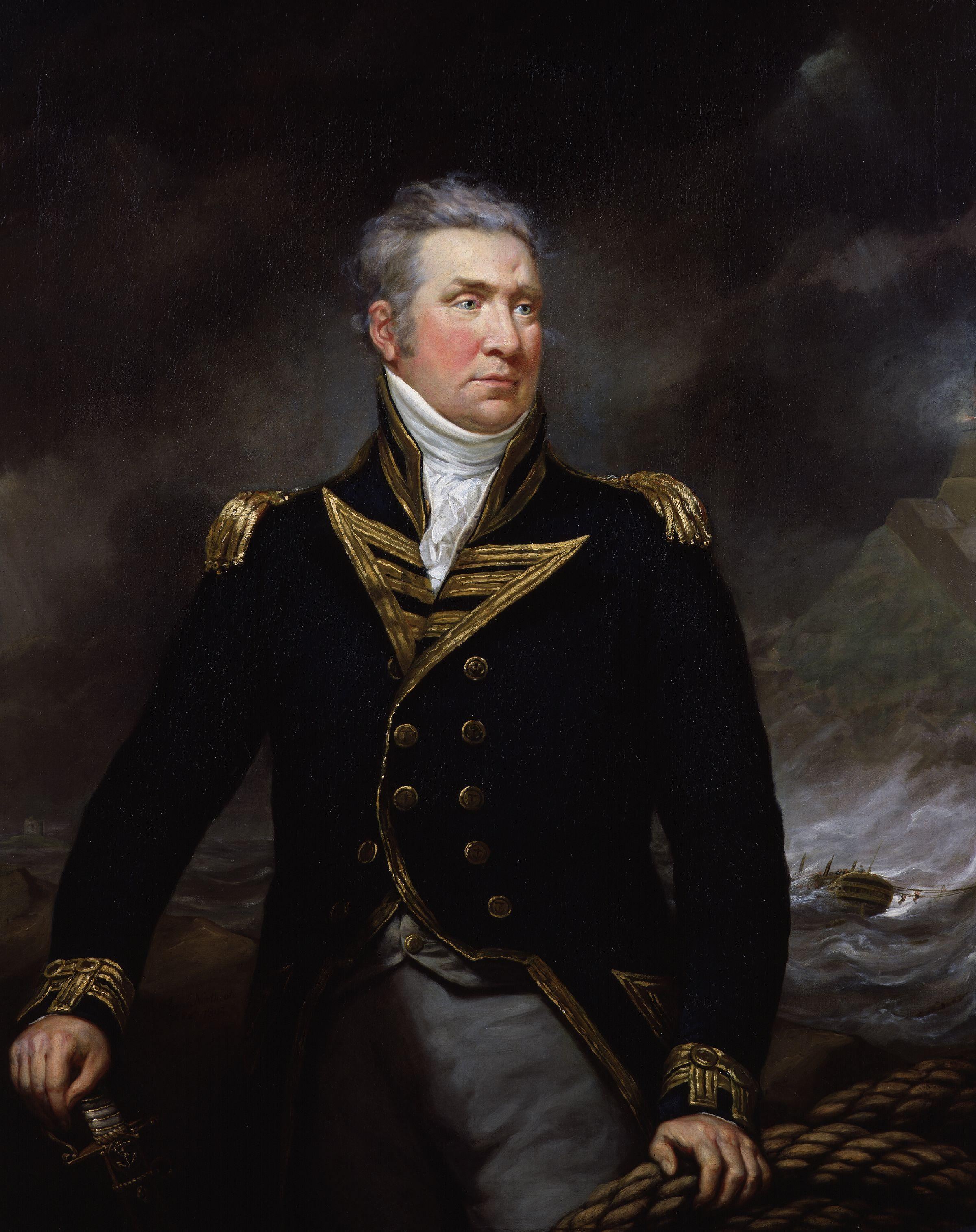
Edward Pellew, 1. Viscount Exmouth

Viscount Exmouth, of Canonteign in the County of Devon, ist ein erblicher britischer Adelstitel in der Peerage of the United Kingdom.

## Verleihung
Der Titel wurde am 10. Dezember 1816 für Edward Pellew, 1. Baron Exmouth, geschaffen. Dieser war ein bedeutender Flottenkommandant seiner Zeit und hatte insbesondere die Piraten an der Barbareskenküste erfolgreich bekämpft. Seine Familie hat viele berühmte Offiziere der Royal Navy hervorgebracht.

## Nachgeordnete Titel
Der erste Viscount war bereits am 18. März 1796 in der Baronetage of Great Britain zum Baronet, of Treverry in the County of Cornwall, und am 1. Juni 1814 in der Peerage of the United Kingdom zum Baron Exmouth, of Canonteign in the County of Devon, erhoben worden. Beide Titel werden vom jeweiligen Viscount als nachgeordnete Titel geführt.

## Liste der Viscounts Exmouth (1816)
- Edward Pellew, 1. Viscount Exmouth (1757–1833)
- Pownoll Bastard Pellew, 2. Viscount Exmouth (1776–1833)
- Edward Pellew, 3. Viscount Exmouth (1811–1876)
- Edward Fleetwood John Pellew, 4. Viscount Exmouth (1861–1899)
- Edward Addington Hargreaves Pellew, 5. Viscount Exmouth (1890–1922)
- Henry Edward Pellew, 6. Viscount Exmouth (1828–1923)
- Charles Ernest Pellew, 7. Viscount Exmouth (1863–1945)
- Edward Irving Pownoll Pellew, 8. Viscount Exmouth (1868–1951)
- Pownoll Irving Edward Pellew, 9. Viscount Exmouth (1908–1970)
- Paul Edward Pellew, 10. Viscount Exmouth (* 1940)

Voraussichtlicher Titelerbe (Heir apparent) ist der Sohn des jetzigen Viscounts, Hon. Edward Francis Pellew (* 1978).